# Bandeira do Delaware

Bandeira do Delaware

A bandeira do Delaware consiste em um losango ouro em um fundo azul colonial, com o brasão e armas do estado dentro do losango. Embaixo do losango, a data 7 de dezembro de 1787, declara o dia no qual Delaware se transformou no primeiro estado a ratificar a Constituição dos Estados Unidos. As cores da bandeira refletem as cores do uniforme do general George Washington.
O brasão de armas no centro da bandeira foi adotado em 17 de janeiro de 1777. Representa um escudo com listras horizontais nas cores verde, azul e branco. Dentro das listras há um molho de trigo, uma espiga de milho e um boi na grama, todos representando a agricultura de Delaware. Em cima do escudo há um navio mercante. Segurando o escudo estão um fazendeiro e um soldado à direita. O lema do estado, embaixo do escudo: Liberty and Independence (em português, "Liberdade e Independência"). Esses símbolos estão, também, incluídos no selo do Delaware.
A bandeira atual foi adotada em 24 de julho de 1913. Regimentos do Delaware durante a Guerra Civil Americana usaram uma bandeira similar com o brasão de armas do estado em um fundo azul.